# Wacław Barcikowski

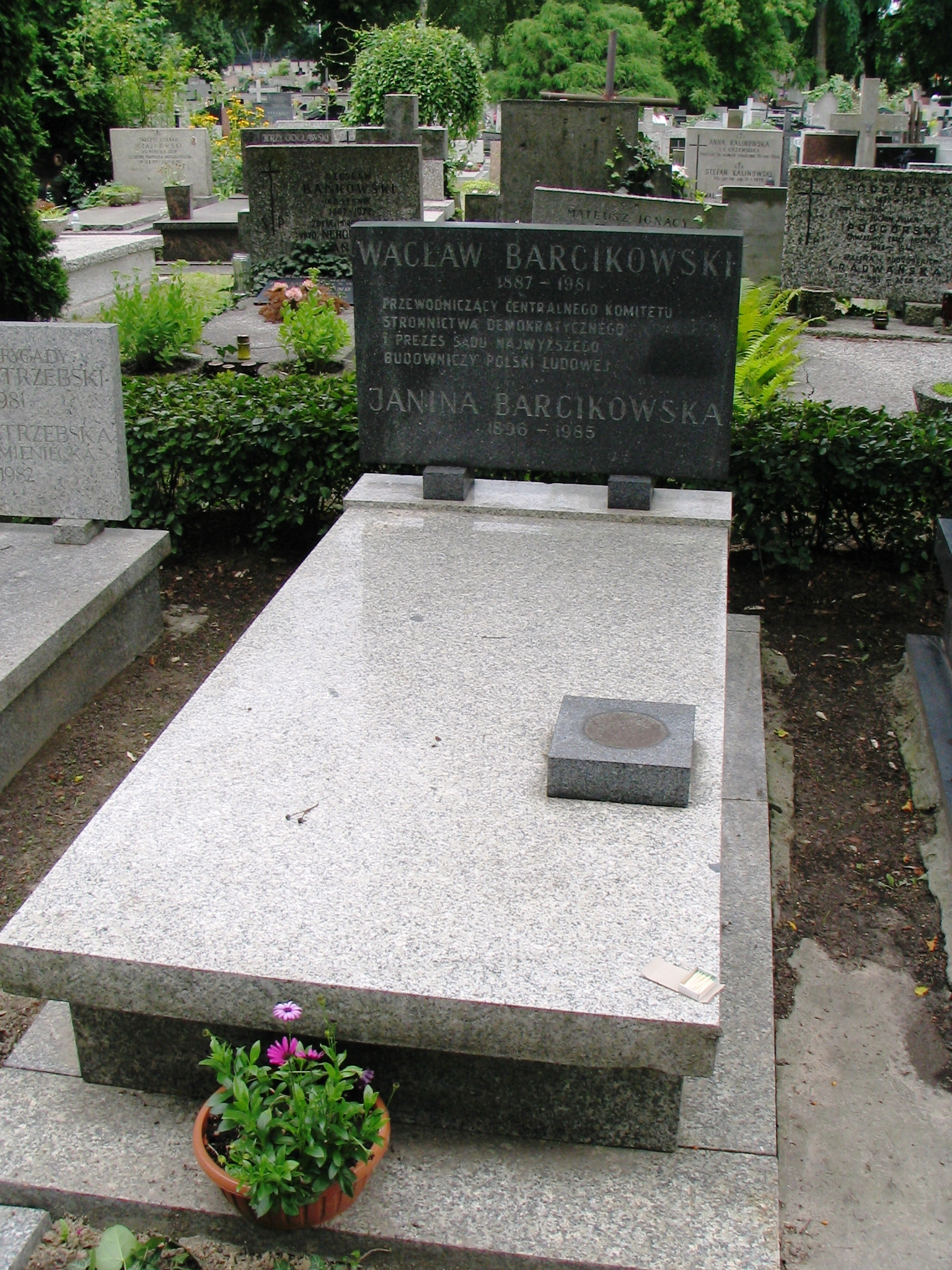
Grób Wacława Barcikowskiego i jego żony Janiny na Cmentarzu Wojskowym na Powązkach w Warszawie

Wacław Barcikowski (ur. 10 października 1887 w Warszawie, zm. 2 maja 1981 tamże) – polski prawnik, adwokat i działacz polityczny. Przewodniczący Stronnictwa Demokratycznego (1949–1956), Pierwszy Prezes Sądu Najwyższego (1945–1956), wicemarszałek Sejmu Ustawodawczego, członek (1947–1952) i zastępca przewodniczącego (1952–1956) Rady Państwa, poseł do Krajowej Rady Narodowej, na Sejm Ustawodawczy i Sejm PRL I kadencji. Budowniczy Polski Ludowej.

## Życiorys
Pochodził z warszawskiej rodziny robotniczej. Był synem Damazego Adama i Marii. W dzieciństwie pracował fizycznie w zakładach „Szukierta i Siemensa” w stolicy. Przed I wojną światową przez szereg lat przebywał w Moskwie, gdzie brał udział m.in. w rewolucji 1905. W 1912 zdał w Moskwie egzamin maturalny. W 1918 ukończył studia na Wydziale Prawa Uniwersytetu Moskiewskiego. 
W latach 1919–1924 pracował jako prokurator. Z przyczyn politycznych zrzekł się funkcji i przeszedł do adwokatury. Bronił m.in. w procesach: brzeskim (1931) (obrońca Mieczysława Mastka), toruńskim (1931) i łuckim (1934). W 1936 był m.in. obrońcą Władysława Gomułki. Działał w Lidze Obrony Praw Człowieka i Obywatela, działającej przeciw prześladowaniom politycznym. Organizacja ta została rozwiązana przez polskie władze sanacyjne w 1937. W latach 1937–1939 członek Klubu Demokratycznego w Warszawie. W okresie II wojny światowej działał w ruchu oporu, m.in. jako jeden z głównych działaczy Polskiej Ludowej Akcji Niepodległościowej oraz przewodniczący Naczelnego Komitetu Ludowego Zjednoczonych Stronnictw Demokratycznych i Socjalistycznych (1943–1944). Zwolennik jego współpracy z Polską Partią Robotniczą.
Po wojnie aktywny w Stronnictwie Demokratycznym, zaangażowany w prace Komitetu Słowiańskiego w Polsce. Zasiadał w jego Centralnym Komitecie i Prezydium CK (1945–1958). W latach 1945–1949 I wiceprzewodniczący CK, a w latach 1949–1956 przewodniczący CK SD. Był posłem do Krajowej Rady Narodowej, na Sejm Ustawodawczy i Sejm PRL I kadencji. W latach 1947–1952 przewodniczący Komisji Prawniczej i Regulaminowej w Sejmie Ustawodawczym, w latach 1948–1952 przewodniczący Klubu Poselskiego SD. Zasiadał w Prezydium KRN (1945–1947), następnie był wicemarszałkiem Sejmu Ustawodawczego (1947–1952) i członkiem Rady Państwa. W latach 1952–1956 zastępca przewodniczącego Rady Państwa. 
W okresie 1945–1956 sprawował funkcję pierwszego prezesa Sądu Najwyższego. Współodpowiedzialny za degradację w sądownictwie w okresie stalinowskim, w grudniu 1956 wycofał się z życia politycznego.
Działał w Towarzystwie Przyjaźni Polsko-Radzieckiej. Sprawował funkcję przewodniczącego: Polskiego Związku Zachodniego, Polskiego Komitetu Słowiańskiego, Towarzystwa Przyjaciół Młodzieży Szkół Wyższych, a także Zrzeszenia Prawników Demokratów (następnie Zrzeszenia Prawników Polskich). W listopadzie 1949 został członkiem Ogólnokrajowego Komitetu Obchodu 70-lecia urodzin Józefa Stalina. Od 1962 był członkiem Ogólnopolskiego Komitetu Pokoju.
Został pochowany z honorami 7 maja 1981 na Cmentarzu Wojskowym na Powązkach (kwatera 32B-tuje-14). W pogrzebie uczestniczyli m.in. przewodniczący Centralnego Komitetu Stronnictwa Demokratycznego Edward Kowalczyk, zastępca przewodniczącego Rady Państwa Tadeusz Witold Młyńczak, I prezes Sądu Najwyższego Włodzimierz Berutowicz oraz wiceminister sprawiedliwości Józef Musioł.

## Życie prywatne
Żonaty z Janiną Sylwanowicz (1896–1985), miał syna Władysława, generała brygady lekarza Wojska Polskiego. Był dziadkiem Andrzeja Barcikowskiego.

## Ordery i odznaczenia
- Order Budowniczych Polski Ludowej (1977)[8]
- Order Sztandaru Pracy I klasy (dwukrotnie)
- Krzyż Komandorski z Gwiazdą Orderu Odrodzenia Polski (29 grudnia 1945)[9]
- Order Krzyża Grunwaldu III klasy (19 lipca 1946)[10]
- Medal za Warszawę 1939–1945 (17 stycznia 1946)[11]
- Medal „Za waszą wolność i naszą” (1966)[12]
- Order Braterstwa i Jedności ze Złotą Gwiazdą (Jugosławia, 1946)[13]
- Medal pamiątkowy XXX-lecia Międzynarodowego Zrzeszenia Prawników Demokratów (1977)[14]
- Tytuł honorowego członka Zrzeszenia Prawników Polskich (1972)[15]